# 明石景親
明石景親（あかしかげちか，?—?）是一名日本戰國時代武將，備前浦上氏家臣，後宇喜多氏家臣。子明石全登。官位：飛驒守，後改伊予守。
景親一開始是浦上宗親家臣，在宇喜多直家攻下天神山城後改仕。宇喜多氏歸順織田氏，後參加羽柴秀吉水攻備中高松城立有戰功。在直家死後擔任兒子秀家的補佐。